# Григорян, Арцвин Гайкович
Арцвин Гайкович Григорян (25 мая 1935, Тифлис — 14 сентября 2012) — советский и армянский архитектор.
Действительный член Отделения Международной Академии архитектуры в Москве (2001), доктор архитектуры (1990), профессор (1992).  Заслуженный архитектор Армянской ССР (1981).

## Биография
Родился 25 мая 1935 года в Тифлисе (ныне Тбилиси).
В 1958 году окончил архитектурное отделение строительного факультета Ереванского политехнического института.
С 1959 года работает в институте «Ереванпроект» главным архитектором проектов.
В 1974—1992 годах — председатель правления Союза архитекторов Армении.
С 1991 года заведует кафедрой градостроительства Ереванского Государственного университета архитектуры и строительства.
Был народным депутатом СССР от Союза архитекторов СССР. Состоял в КПСС.

### Деятельность
Основные труды Григоряна посвящены истории и теории современной архитектуры Армении, проблемам градостроительства и охраны окружающей среды. Им выдвинута, разработана и внедрена научная концепция формирования городского ландшафта в современном градостроительстве, получившая широкое признание в Армении и других странах.

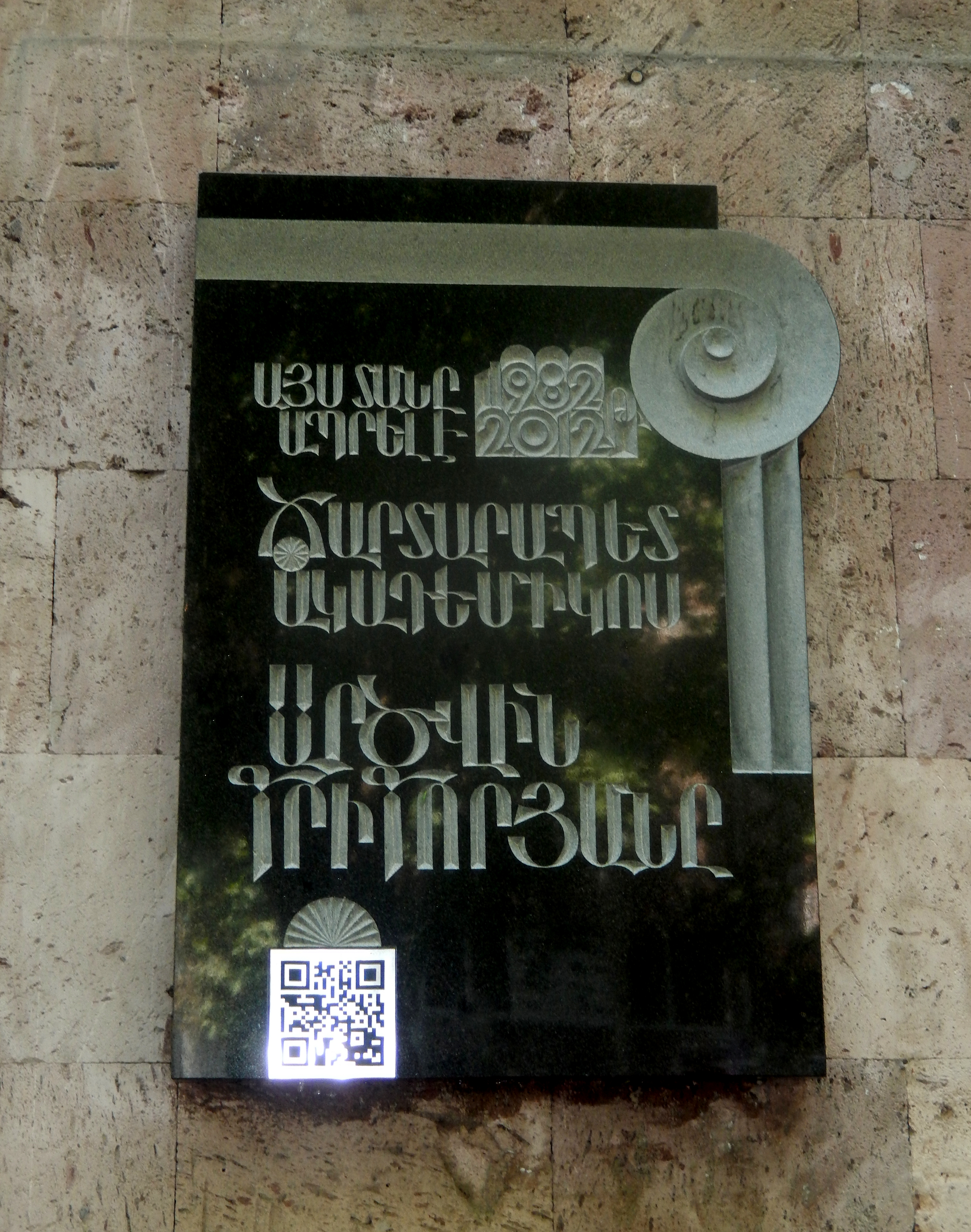
Мемориальная доска Арцвина Григоряна на проспекте Саят-Новы, Ереван

### Семья
- Мать — Рипсиме Симонян.
- Отчим — Рубен Паронян.[2]
- Жена — Донара Арменаковна Галстян.

## Награды и звания
- Заслуженный архитектор Армянской ССР (1981).
- Лауреат Государственной премии Армянской ССР (1977).
- Диплом I степени ВДНХ СССР (1965, 1967, 1977).
- Иностранный член РААСН[3].